# Urs Frauchiger
Urs Frauchiger (* 17. September 1936 in Mungnau im Emmental Kanton Bern; † 27. September 2023) war ein Schweizer Cellist, Musiktheoretiker und Autor. Nach einer jahrzehntelangen musikpädagogischen Tätigkeit äusserte er teilweise sehr kritische, gegen die herrschenden Verhältnisse gerichtete Ansichten zu ästhetischen und gesellschaftlichen Fragen und setzte sich für eine Änderung der Musikerziehung ein.

## Leben
Von Haus aus war Frauchiger Cellist, ausgebildet an der Hochschule für Musik (Basel). Cello spielte er 20 Jahre.
Er war Generalsekretär der europäischen Musikhochschulen, Honorarprofessor der Universität Bern. Ab 1970 betreute er die Musikabteilung im Studio Bern des Deutschschweizer Radios, 1977 wurde er zum Direktor von Konservatorium und Musikhochschule Bern gewählt. Von 1992 bis 1997 leitete er die Schweizer Kulturstiftung Pro Helvetia mit Sitz in Zürich.
Urs Frauchiger wirkte zudem als wichtiger Vermittler von Musik in verschiedenen Medien und als Juror internationaler Musikwettbewerbe (z. B. «Concours international d’exécution musicale de Genève» und «Credit Suisse Group Young Artists Award»).
Frauchiger starb am 27. September 2023 im Alter von 87 Jahren.

## Theorien
Frauchiger war der Meinung, die menschliche Hörfähigkeit habe sich allgemein verschlechtert. Als Beispiel zitierte er eine Zeitungsmeldung, wonach in Schweden ein U-Boot in einem Einsatz nur metallischen Müll auf dem Meeresgrund beschossen habe, weil die Besatzung die Wasserschallgeräte nicht mehr hören konnte und es schwer sei, heute noch Rekruten zu finden, deren Gehör gut funktioniere. Frauchiger hatte keine militärischen Anliegen, sondern nahm diese Zeitungsmeldung nur als Beweis. Er bemerkte, erst wenn die Wehrfähigkeit darunter leide, werde wegen des kaputten Gehörs Alarm geschlagen.
Frauchiger unterschied in diesem Zusammenhang zwischen dem rein physischen Hören-Können und dem Zu-Hören-Wissen. Er behauptete, es gebe Menschen, die zwar beim Arzt jeden Hörtest mit Glanz beständen, jedoch trotzdem nicht gut hörten. Weiter seien die Jugendlichen nicht wegen der Discomusik hörgeschädigt, sondern sie hörten Discomusik, weil sie das Hören nicht gelehrt wurde. In ihren «Ghettos» der stickigen Discomusik grenzten sie sich nur gegen den Lärm der anderen ab. Wenn sie es schon nicht ruhig haben könnten, wollten sie wenigstens ihren eigenen Lärm hören, um sich damit gegen den anderen Lärm abzugrenzen.
Frauchiger zitierte eine Prophezeiung von Arthur Honegger, dass die Menschen einmal nicht mehr fähig sein würden, halbe von ganzen Tönen zu unterscheiden. Er sieht ganz allgemein einen Verlust des Hörens und Empfangens, stattdessen sendeten die Menschen immer mehr. Er ging noch weiter und glaubt, das Hörenwollen hänge damit zusammen, ob man je Töne der Liebe gehört habe. Wer solche gehört habe, werde auch künftig danach hören wollen.

## Werke
Schriften
- Mani Matter. Sudelhefte. Benziger, Zürich 1974.
- Mani Matter. Rumpelbuch. Benziger, Zürich 1976.
- Rajane, Engel und Triangel. Musikalische Legenden aus dem verlorenen Paradies. 1986.
- Verheizte Menschen geben keine Wärme. Plädoyer für eine selbstbewusste Kultur. 1988.
- Äuä de scho. Zyt/losi Täggschte. Mundartlieder, Texte aus der DRS-Zytlupe und ein «Schreckmümpfeli». 1989.
- Mit Mozart reden. 1990.
- Die Schweiz: Aufbruch aus der Verspätung. Weltwoche, Zürich 1991.
- Was zum Teufel ist mit der Musik los? Eine Art Musiksoziologie für Kenner und Liebhaber. 1981/1982.
- Die Rückkehr der Musen. Vorlesung. Universitätsverlag Konstanz, 1992.
- mit Hans A. Lüthy, Jura Brüschweiler, Oskar Bätschmann: Ferdinand Hodler. Views and Visions. 1994.
- Blickpunkt Schweiz. NZZ, Zürich 1995.
- Begegnungen mit Yehudi Menuhin. Krebser, Thun 1996.
- The New Switzerland. The Society for the Promotion of Science and Scholarship, Palo Alto 1996.
- Schallwellen. Zur Geschichte des Radios. Vorlesung. Chronos, Zürich 1996.
- Vom Landschaftsgarten zur Gartenlandschaft. Hochschulverlag ETH, Zürich 1996.
- Kultur als Verpflichtung. NZZ, Zürich 1996.
- … am literarischen Webstuhl … Ulrico Hoepli. NZZ, Zürich 1997.
- Persönlichkeitsentfaltung durch Musikerziehung? Vorlesung. Chronos, Zürich 1997.
- Swiss, Made. Die Schweiz im Austausch mit der Welt. Scheidegger und Spiess, Zürich 1998.
- Wilderness Light. Switzerland Rediscovered. Stemmle, New York 1998.
- mit Max Schmid: Wo die Berge geboren wurden. Die Schweiz fotografiert. 1998.
- Entwurf Schweiz. Anstiftung zur kulturellen Rauflust. Ammann, 2000.
- mit François DeCapitani, Roman Brotbeck, Gerhard Anselm: Schweizer Töne. Die Schweiz im Spiegel der Musik. 2000.
- Der eigene Ton. Gespräche über die Kunst des Geigespielens. 2000.
- Schweizer Töne. Die Schweiz im Spiegel der Musik. Vorlesung. Chronos, Zürich 2000.
- Weltkunst auf dem Lande. hier+jetzt, Baden 2000.
- mit Jutta Limbach, Wolfgang Huber, Ruth Dreifuss: Ist der Rechtsstaat auch ein Gerechtigkeitsstaat? (= Interdisziplinäre Referatsreihe an der Universität Basel im Wintersemester 1998/1999). In Zusammenarbeit mit der «Stiftung Mensch», 2000.
- Ich. Buch zum Festival, Stroemfeld, 2003.
- Musik und Medizin. Zwei Künste im Dialog. Chronos, Zürich 2003.
- Mein Mozart. Essays. Huber, 2005.
- In Betrachtung des Mondes. Erzählungen. Huber, 2006.
- damals ganz zuerst am anfang. Huber, 2010.
- Mani Matter. Das Cambridge Notizheft. Zytglogge, 2011.
- ihr Völker hört! Huber, 2011.
- Heimweh nach Freiheit. Resonanzen auf Hermann Hesse. Klöpfer und Meyer, 2012.
- mit Erwin Messmer: Kennst du das Gedicht? Im Dialog mit Gedichten. Offizin, 2015.
- Blog www.urs-frauchiger.ch, ab 2017.
- Woran um Himmelswillen sollen wir noch sterben? Plädoyer für das eigene Leben und den eigenen Tod. elfundzehn, 2017.

Hörspiele/Radiosendungen
- «Top class classics», gesendet: Schweizer Radio DRS und ausländische Sender, 1974–1980
- «Wär isch es?», gesendet: 1980–1987
- «Manufaktur», gesendet: 1988–1990

TV/Film/Video
- «Sternstunde Philosophie 1999»
- «Einführungen zu Concerto grosso», produziert: 1995–1997
- «Mani Matter – Warum syt dir so truurig?» (Darsteller), 2002